# Birjusa
Birjusa (ryska: Бирюса, i vissa delar även kallad Ona) är en flod i Irkutsks oblast i Ryssland. Birjusa är 1 012 kilometer lång och har ett avrinningsområde på 55 800 kvadratkilometer.
Flodens källor finns på de norra sluttningarna av Sajanbergen på 2 000 meters höjd i sydöstra delen av Irkutsks oblast. Därifrån rinner floden norrut över Centralsibiriska platån. Den korsas av Transsibiriska järnvägen vid Birjusinsk, några kilometer väster om Tajsjet där järnvägslinjen Bajkal Amur Magistral börjar. Birjusa viker sedan av mot nordväst och flyter så småningom ihop med Tjuna och bildar Tasejeva, en biflod till Angara som i sin tur är en av Jenisejs viktigaste bifloder.
I rysk folkkultur förekommer Birjusa i flera sånger, till exempel "Birjusinka".